# Солотник
Солотник (Кулина или Кулинград) је утврђење код села Солотуше, удаљено 10km јужно од Бајине Баште на обронцима Таре. Смештено је на каменој узвишици која се стрмо спушта у Солотушку реку, тако да му је са севера, запада и истока немогуће прићи и једини могућ прилаз се налази на југу односно југоистоку.
Утврђење се не помиње у историјским изворима због чега га је немогуће прецизније датирати, али је извесно да је подигнуто у средњем веку (XIII или 14. веку) да би осигуравало пут који је повезивао Ужице (Ужички Град) и Вишеград, али у његовој непосредној околини има остатака насеља из доба Келта и Римљана, што би могло указивати на континуитет утврђења на овом простору. Данас је махом у рушевинама, од којих се одржао бедем правоугаоне основе са остатком улаза, а на целом простору за сада нису извођена археолошка истраживања.

## Изглед утврде
Солотник има основу неправилног четвороугла приближних димензија 26m x 20m са бедемима дебљине од 1m до 2m, а сама утврда је заштићена сувим шанцем. У њега се улази преко мостића који води до улазне полигоналне куле која је висока 12m. На другом (североисточном) крају утврђења се налази четворострани Донжон. У унутрашњости се налази омањи двор/касарна у чијем је подруму смештена цистерна за воду.

## Солотник данас
Данас су од Солотника остале махом само рушевине. Улазна кула је срушена пред Други светски рат, тако да од ње данас скоро и да нема остатака. Још увек се држи бедем у висини од око 7m на месту четвоространог Донжона који се налазио у североисточном углу утврде на који се надовезују много нижи остаци бедема у висини од око 3m. У самој унутрашњости града назиру се остаци вишеспратних зграда и цистерне за воду.